# SDO (Kamerik)
SDO is een Nederlandse korfbalvereniging uit Kamerik. De clubnaam staat voor Samenwerking Doet Overwinnen. 
De clubnaam SDO komt echter wel vaker voor in korfballend Nederland. In totaal spelen er 5 clubs met deze clubnaam.
In de zaal speelt SDO 1 in de Hoofdklasse. De ambitie is om door te stoten naar de hoogste Nederlandse korfbalcompetitie, de Korfbal League
Naamsverbintenis
In 2013 is SDO een naamsverbintenis aangegaan met sponsor VerzuimVitaal. De clubnaam werd ‘SDO/VerzuimVitaal.’ VerzuimVitaal heeft echter de bedrijfsnaam in 2017 aangepast in BlijWerkt en is de naam aangepast naar ‘SDO/BlijWerkt.’
Sinds 2020 heeft SDO een naamsverbintenis met Fiable Administraties en is de huidige naam 'SDO/Fiable'.